# چشمه منشوری بزرگ
چشمه منشوری بزرگ واقع در پارک ملی یلوستون، بزرگ‌ترین چشمه آب گرم ایالات متحده و پس از دریاچه فرایینگ پان در نیوزلند و دریاچه جوشان در دومینیکا، سومین چشمه بزرگ جهان است. این چشمه در حوضه آبفشان میدوی قرار دارد.
چشمه منشوری بزرگ توسط زمین شناسانی که در سازمان زمین‌شناسی هایدن در سال ۱۸۷۱ کار می‌کردند مورد توجه قرار گرفت و به دلیل رنگ چشمگیر و خیره کننده آن چشمه منشوری نامگذاری شد. رنگ‌های آن مانند قرمز، نارنجی، زرد، سبز و آبی با اکثر رنگ‌هایی که در پراکندگی نور سفید رنگین کمان توسط یک منشور نوری دیده می‌شود؛ مطابقت دارد.

## تاریخچه
اولین سوابق چشمه از کاشفان و نقشه برداران اولیه اروپایی است. در سال ۱۸۳۹، گروهی متشکل از چهار تله‌گیر از شرکت خز آمریکایی از حوضه آبفشان میدوی عبور کردند و یک دریاچه آب گرم جوشان را یادداشت کردند؛ به احتمال زیاد آن‌ها چشمه منشوری بزرگ را با قطر ۳۰۰ فوت (۹۰ متر) یادداشت کرده بودند. در سال ۱۸۷۰ گروه واشبرن – لنگفورد – دوان اکسپدیشن از چشمه بازدید کردند و به یک آبفشان ۵۰ فوتی (۱۵ متری) در نزدیکی آن اشاره کرد (که بعداً Excelsior نام گرفت).

## رنگ
رنگ‌های روشن و زنده در جشمه آب گرم نتیجه تشک‌های میکروبی باکتری‌های گرمادوست در اطراف لبه‌های آب غنی از مواد معدنی است. تشک‌ها رنگ‌های مختلفی از سبز تا قرمز را تولید می‌کنند. مقدار رنگ در تشک‌های میکروبی به نسبت کلروفیل به کاروتنوئیدها و به گرادیان دما در رواناب بستگی دارد. در تابستان تشک‌ها به رنگ نارنجی و قرمز هستند؛ در حالی که در زمستان تشک‌ها معمولاً سبز تیره هستند. مرکز استخر به دلیل گرمای شدید استریل است.
رنگ آبی عمیق آب در مرکز استخر ناشی از رنگ آبی ذاتی آب است. این اثر در مرکز چشمه به دلیل عمق آن قوی‌تر است.

## ساختار فیزیکی
قطر این چشمه تقریباً ۳۷۰ فوت (۱۱۰ متر) و عمق آن ۱۶۰ فوت (۵۰ متر) است.
این چشمه حدود ۵۶۰ گالون آمریکایی (۲٬۱۰۰ لیتر) آب ۱۶۰ درجه فارنهایت (۷۰ درجه سلسیوس) در دقیقه تخلیه می‌کند.
- چشمه منشوری بزرگ
- تشک میکروبی
- ویدیویی از چشمه بزرگ منشوری